# Západní Řecko
Západní Řecko (řecky: Δυτική Ελλάδα) je řecký kraj. K roku 2011 byla populace 679 796 obyvatel. Rozloha kraje je 11 350 km². Správním střediskem kraje je město Pátra. Na severu sousedí s Epirem a Thesálií a na východě se Středním Řeckem. Jižní část kraje se nachází na poloostrově Peloponésu a na jihu hraničí s krajem Peloponés.

## Administrativní dělení
Kraj Západní Řecko se od 1. ledna 2011 člení na 3 regionální jednotky, které odpovídají dříve zavedeným stejnojmenným prefektrurám.
| Regionální jednotka | řecky                                 | rozloha (km²) | počet obyvatel | hustota zalidnění | sídlo obce |
| ------------------- | ------------------------------------- | ------------- | -------------- | ----------------- | ---------- |
| Achaia              | Περιφερειακή Ενότητα Αχαΐας           | 3 272         | 309 694        | 94,65             | Patras     |
| Aitólie-Akarnánie   | Περιφερειακή Ενότητα Αιτωλοακαρνανίας | 5 461         | 210 802        | 38,60             | Mesolongi  |
| Élida               | Περιφερειακή Ενότητα Ηλείας           | 2 618         | 159 300        | 60,85             | Pyrgos     |

## Historické kraje
Na území kraje Střední Řecko se v antice nacházelo několik historických krajů. Největší z ních byly Achaia, Aitólie, Akarnánie a Élida .